# 잭 웹
잭 웹(Jack Webb, 1920년 4월 2일 ~ 1982년 12월 23일)은 미국의 영화 감독, 각본가, 영화배우, 텔레비전 배우, 영화 프로듀서이다.

## 방송
- 사건비화

## 영화
- 드라그넷 (1987년)
- 수사견 샘 (1978년)
- 119 구조대 (1972년)
- 특명수사관 오하라 (1971년)
- 제12순찰대 (1968년)
- 사건비화 (1967년)
- 더 라스트 타임 아이 소우 아치 (1961년)
- 피트 켈리의 블루스 (1955년)
- 유어 인 더 네이비 나우 (1951년)
- 맨 (1950년)
- 몬테즈마의 영웅들 (1950년)
- 선셋 대로 (1950년)
- 히 워키드 바이 나이트 (1948년)
- 쓰리 온 어 매치 (1932년)